# جنبا بامبا
جنبا بامبا (انگلیسی: Djeneba Bamba؛ زادهٔ ۵ فوریهٔ ۱۹۸۳) بازیکن فوتبال اهل مالی است.
از باشگاه‌هایی که در آن بازی کرده‌است می‌توان به باشگاه فوتبال سن-اتین اشاره کرد.